# 黎明街道 (集安市)
黎明街道，是中华人民共和国吉林省通化市集安市下辖的一个乡镇级行政单位。

## 行政区划
黎明街道下辖以下地区：
迎宾社区、东顺社区、康平社区、锦江社区和胜利村。